# Munhwa Broadcasting Corporation
Munhwa Broadcasting Corporation (MBC) je jihokorejská rozhlasová a televizní společnost. Munhwa je korejské slovo pro „kulturu“. Vlajkovou lodí MBC TV je digitálni kanál 11. MBC News Now je digitálni kanál 12.
Společnost MBC, založená 2. prosince 1961, je korejská pozemní televize, která má celostátní síť 17 regionálních stanic. Ačkoli MBC působí na reklamu, MBC je veřejnoprávní televizní stanice, jejímž největším akcionářem je veřejná organizace The Foundation of Broadcast Culture. Dnes je to multimediální skupina s jedním pozemním televizním kanálem, třemi rozhlasovými kanály, pěti kabelovými kanály, pěti satelitními kanály a čtyřmi kanály DMB.
MBC se sídlem v Digital Media City, Mapcho-gu v Soulu má největší výrobní zařízení pro vysílání v Koreji, včetně digitálního produkčního centra Dream Center v Ilsanu, vnitřních a venkovních sad v parku Yongin Daejanggeum.

## Televizní stanice
| logo | název        | popis |
| ---- | ------------ | --- |
|      | MBC TV       | Hlavní televizní stanice MBC. Vysílá nejrůznější žánry pořadů od zpravodajských pořadů po zábavné pořady a dramata. |
|      | MBC News Now | Hlavní televizní stanice MBC. Vysílá nejrůznější žánry pořadů od zpravodajských pořadů po zábavné pořady a dramata. |
|      | MBC Every 1  | Stanice vysílající zábavné pořady.                                                                                  |
|      | MBC Drama    | Stanice vysílající dramata.                                                                                         |
|      | MBC Music    | Stanice zaměřená na K-pop.                                                                                          |
|      | MBC ON       | Stanice vysílá dramata a zábavné pořady natočené před rokem 2000                                                    |
|      | MBC Sports+  | Placený kanál vysílající sportovní přenosy.                                                                         |